# Rix독도체
Rix독도체는 폰트릭스에서 제작한 글꼴이다.